# سونیک بوم: آتش و یخ
سونیک بوم: آتش و یخ (به انگلیسی: Sonic Boom: Fire & Ice) سومین بازی از سری بازی‌های سونیک بوم است که بر اساس انیمیشن سونیک بوم در سبک اکشن ماجراجویی امتیازی توسط سگا و سانزارو گیمز ساخته شد و در ۲۷ سپتامبر ۲۰۱۶ برای کنسول دستی نینتندو ۳دی‌اس منتشر گردید.